# 中尉

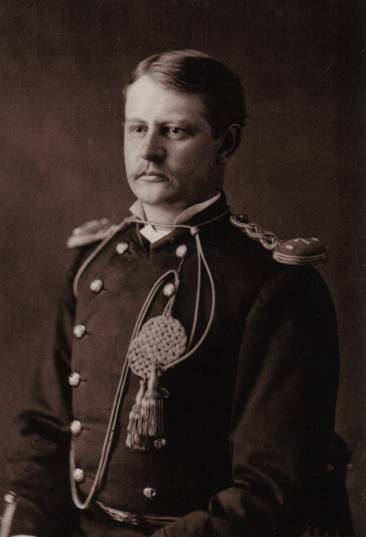
美國陸軍中尉詹姆斯·卡爾霍恩

中尉（英語：Lieutenant）是軍人的職階，属尉官，位階介於少尉和上尉之間。『中尉』一詞在漢語中的使用，最早可追溯至民國初年，南京臨時政府設置的軍階體系。

## 词源
在英文中，陸軍以及空軍、海軍陸戰隊的中尉稱為Lieutenant或First Lieutenant，美國海軍中尉稱為Lieutenant Junior Grade，英國皇家海軍中尉稱為Sub-Lieutenant，英國皇家空軍中尉則稱為Flying Officer。
英文中尉（lieutenant）源自於法文，其中，lieu 意思是地位，tenant意思是持有，因此法語： 的原義是上级不在时临时持有权限的人。它相當於是 拉丁語：， 阿拉伯語：（mulāzim），或 希伯來語：（segen）。
在漢語中，中尉及尉是中國傳統武官職稱。如縣有「縣尉」，朝廷有「中尉」、「校尉」；三公中有「太尉」。清末时，清廷效仿西方国家，建立三等九级军衔制。其中，次等第二级为副军校，即原千总，正六品。依北洋政府《陆军官佐士兵等级表》，即是中尉。此后，中尉与三等九级军衔制中的其它军衔汉语名称全部固定下来，沿用至今。

## 西方世界

### 美國
在美國陸軍、美國海軍陸戰隊、美國空軍和美國太空部隊中，中尉是初級軍官。高於少尉，低於上尉。中尉在美軍主要擔任排長職務。晉升為中尉受國防部政策的約束，該政策源自1980年《國防官員人事管理法》。DOPMA建議所有“完全合格”的軍官都應晉升為中尉。少尉（O-1級）通常在陸軍服役18個月或海軍陸戰隊和空軍服役24個月後晉升為中尉（O-2級）。兩個等級之間的差異很小，主要是經驗和更高的薪酬等級。軍官在晉升為中尉後被調到需要更多經驗的職位的情況並不少見。例如，在陸軍和海軍陸戰隊中，這些職位可以包括領導一個專業排，或擔任執行官。對於一個連級規模的單位（70-250名士官兵）。在空軍中，中尉可能是飛行指揮官或負責不同監督職責的部門官員，包括監督多達100多名人員，但大部分在飛行部隊中，中尉是一名飛行員、導航員等，剛剛完成其職業領域的換裝訓練並且幾乎沒有監督職責。

#### 美國海軍和海岸警衛隊
在美國海軍和美國海岸警衛隊中，“中尉”是職位頭銜的名稱，而不是軍銜，需要工程、通信和武器方面的專業知識，“中尉”是甲板部的指揮官，負責繫泊和進行中的補給期間的線路處理。在較小的艦艇上，“中尉”的軍官擁有中尉、少尉軍階。 在較大的船隻上，“中尉”的職位由中尉擔任，而在驅逐艦或航空母艦等超大型戰艦的情況下，“中尉”的職位可能由中尉指揮官甚至指揮官擔任。然而，在潛艇和飛機中隊，甲板部可能只有幾個初級水手，“中尉”軍營可能由一級士官或首席士官擔任。美國海軍所稱的“中尉師”通常由正在完成90天臨時分配任務或 TAD 的初級水手（E-3 及以下）組成，所有入伍人員都必須在 最初分配給一個命令。

美國陸軍中尉肩章
美國海軍中尉袖章、肩章及配章
美國海軍陸戰隊中尉肩章
美國空軍中尉肩章
美國海岸防衛隊中尉袖章、肩章及配章

### 英國
英國皇家海軍中尉會擔任排長，在船上則擔任艦長的副官(Sub-lieutenant)。英國皇家空軍中OF-1b稱為飛行官(Flying Officer)，等同中尉。

英國陸軍中尉肩章
英國皇家海軍中尉肩章及袖章
英國皇家海軍陸戰隊中尉肩章
英國皇家空軍飛行官(Flying Officer)肩章

### 法國
法國海軍中，OF-1b稱為"一等少尉"(直譯自法文:Enseigne de vaisseau de première classe，等同中尉)，通常擔任副官。

法國陸軍中尉肩章
法國海軍一等少尉(Enseigne de vaisseau de première classe)肩章
法國空軍中尉肩章
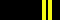
法國外籍兵團中尉肩章

### 德國
德意志聯邦國防軍中，中尉多擔任小隊長(德日用法，等同排)。德國海軍將OF-1b稱為"海上第一中尉"(直譯自德文:Oberleutnant zur See，等同中尉)

德國陸軍中尉肩章
德國海軍中尉肩章
德國空軍中尉肩章

### 俄羅斯
俄羅斯軍隊的步兵、坦克部隊、工兵和砲兵等之中，從軍校畢業的中尉通常是排長。海軍、空軍、戰略導彈部隊的中尉則根據在畢業院校的表現分配職務。

俄羅斯陸軍中尉肩章
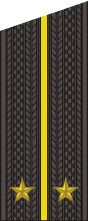
俄羅斯海軍中尉肩章
俄羅斯空軍中尉肩章

## 亚洲地区

### 日本
日本自衛隊中，OF-1b稱為二等x尉，x分別為陸、海、空，等同中尉。

日本陸上自衛隊二等陸尉肩章
日本海上自衛隊二等海尉肩章
日本航空自衛隊二等空尉肩章

### 韓國

韓國陸軍中尉肩章
韓國海軍中尉肩章及袖章
韓國空軍中尉肩章

### 中華民國
中華民國國軍中尉主要擔任排長、副連長或連輔導長的職務，也可以佔缺擔任連長。
- 國防部本部及直屬機關：參謀
  - 全動署：科員
- 三軍司令部：參謀
- 國安會及附屬機關：研究助理、組（科）員、助理設計師、辦事員、佐理員
- 陸軍：排長、副連長、連輔導長、連長（佔缺）
- 海軍：飛彈官（射控官）、戰情官、電戰官、鍋爐官
- 空軍：飛官、排長
- 三軍官校及國防大學：排長、區隊長、軍醫官、助教、輔導長、副連長

海洋委員會海巡署
- 分署：所長、分隊長、科員、技士、小隊長、助理員、辦事員、隊員

中華民國陸軍中尉肩章
中華民國海軍中尉肩章及袖章
中華民國海軍陸戰隊中尉肩章
中華民國空軍中尉肩章
海洋委員會海巡署薦任五職等、警佐一階、中尉肩章

### 中華人民共和國
中国人民解放军中尉主要擔任正连职，副连职，排职職務。

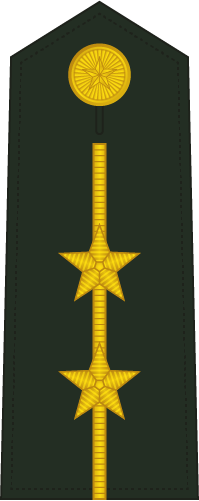
中國人民解放軍陸軍中尉肩章
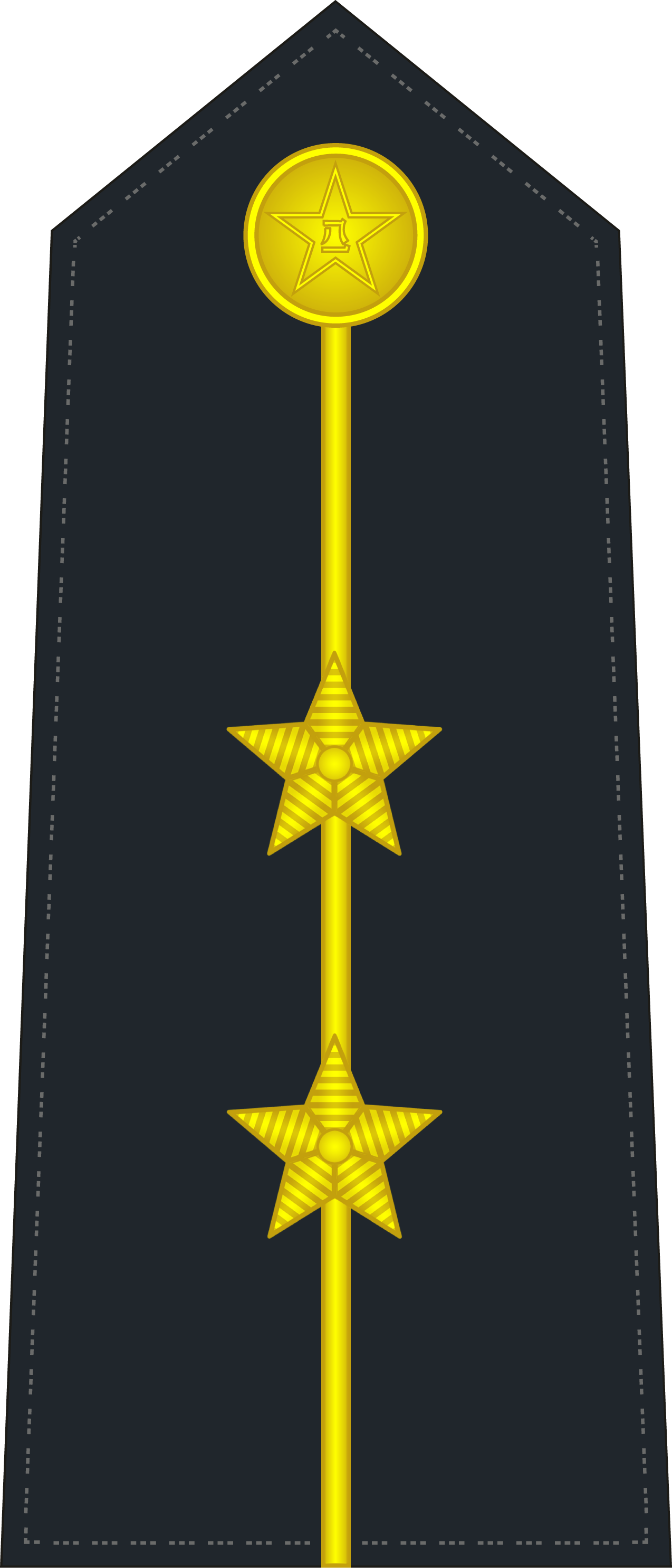
中國人民解放軍海軍中尉肩章
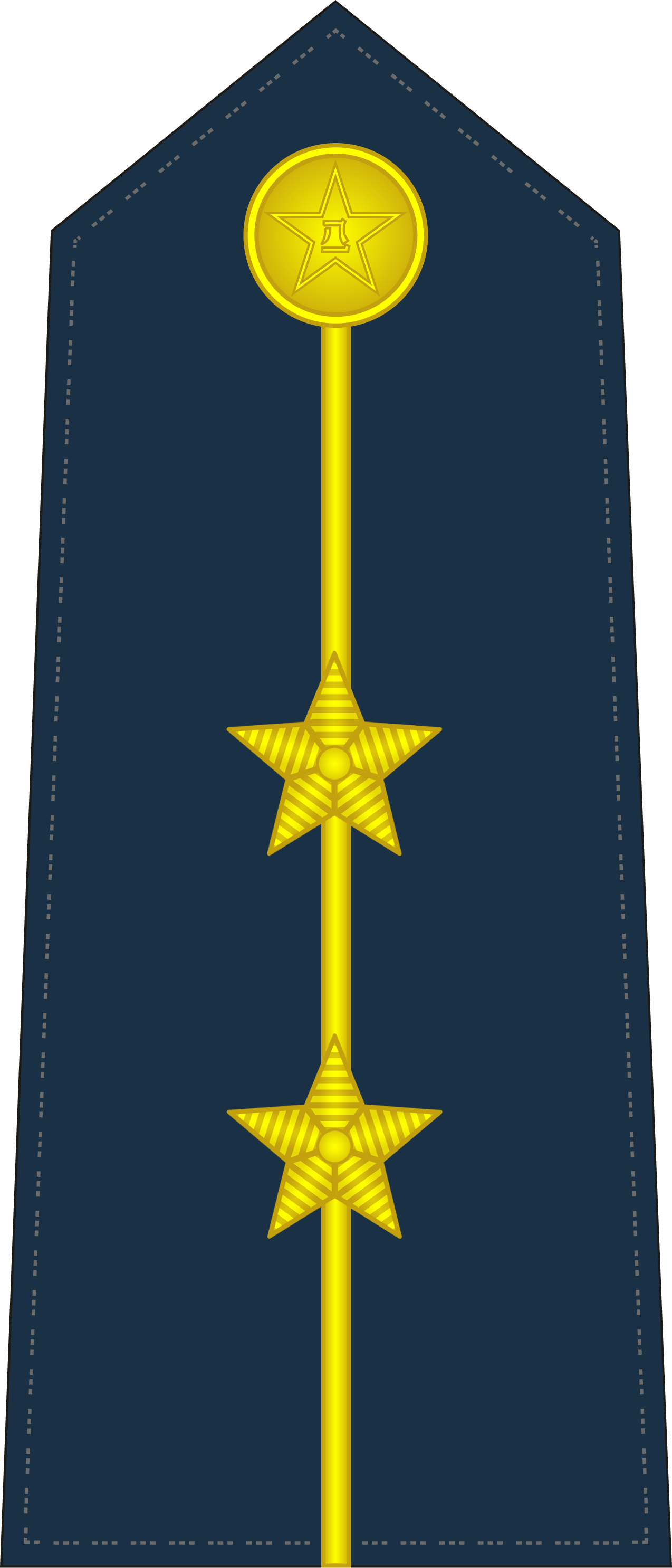
中國人民解放軍空軍中尉肩章